# Tracks and dubplates
 (mars 2020).
Si vous disposez d'ouvrages ou d'articles de référence ou si vous connaissez des sites web de qualité traitant du thème abordé ici, merci de compléter l'article en donnant les références utiles à sa vérifiabilité et en les liant à la section « Notes et références ».
Albums de Pierpoljak
En Jamaica
(1996) Kingston Karma
(1998)
Tracks and dubplates est un double album regroupant les deux premiers albums de Pierpoljak, sortis en 1995 et 1996.

## Liste des morceaux
Disque 1 (À la campagne)
1. Le Nouveau Blaze
2. Annie
3. La Music
4. 10 Millions De Glandeurs
5. Le Mec Bien
6. Boulets Rouges
7. Loin Des Poses Hip-Hop
8. Les Rues De Lombco
9. Le Touriste A Babylone
10. La Sensi De La Vreu
11. La Tour De Contrôle
12. Leone
13. Fatoumata
14. Une Étoile

Disque 2 (En Jamaica)
1. C'est Une Chance (ft Junior Palma)
2. Annie
3. Sauvez La Nature (ft Kulcha Knox)
4. Tir De Barrage (ft Ropa Roberts)
5. Le Mec Bien
6. Le Mec Bien (dub)
7. Never Dis A Rastaman (ft Doniki)
8. La Music
9. Magwa Dog (ft Junior Palma)
10. Toi Et Moi
11. Le Touriste A Babylone
12. Le Dub Du Touriste
13. Who Says Herb Nah Fe Smoke (ft Kulcha Knox)
14. More Love
15. Sa-ki-ni (ft Ropa Roberts)
16. Throw Me Corn
17. La Music (radio edit)

## Riddims
- Le Nouveau Blaze est basé sur un sample de Liquidator des Harry J All Stars.
- Annie, La Sensi de la Vreu, Sauvez la Nature, Who Says Herb Nah Fe Smoke et More Love sont basés sur le riddim de Mama des Heptones (Love In The House Riddim).
- La Music est basé sur un sample de Only A Smile des Paragons.
- Le Mec Bien et Le Mec Bien (Dub) sont basés sur un sample de Party Time des Heptones.
- Le Touriste à Babylone, C'est Une Chance et Le Dub du Touriste sont basés sur un sample de Long Shot Kick De Bucket des Pioneers.
- Tir de Barrage, Magwa Dog et Throw Me Corn sont basés sur le riddim de Throw Me Corn de Larry Marshall.